# Buchenhain (Boitzenburger Land)
Buchenhain (bis 1951 Arnimshain) ist ein Ortsteil der Gemeinde Boitzenburger Land, welche zum Landkreis Uckermark im Land Brandenburg gehört. Zu Buchenhain gehören die Wohnplätze Fürstenau, Krewitz und Mellenau.

## Ortsbild

### Lage
Das Dorf Buchenhain ist der nördlichste Ortsteil der Gemeinde. Das Gemeindezentrum Boitzenburg liegt, wie auch der Wohnplatz Krewitz, südöstlich von Buchenhain. Im Süden befinden sich die Wohnplätze Mellenau, Steinrode, Tannenhof, Eichenhof, Falkenhain, Mathildenhof, Rosenow und das Dorf Hardenbeck. Im Südwesten ist das Dorf Funkenhagen gelegen. Im Westen liegt der Wohnplatz Boisterfelde, welcher sich bereits an der Grenze zu Mecklenburg-Vorpommern befindet. Unweit hinter der Grenze liegt das Dorf Conow. Nördlich von Buchenhain liegt der Wohnplatz Fürstenau, im Nordosten das Dorf Weggun. Die nächstgelegenen Städte sind Prenzlau, Lychen und Templin.
Buchenhain selbst ist in Bezug auf Gewässer nur von Söllen umgeben. Die nächsten Seen, der Mellensee und der Krewitzsee, befinden sich am Wohnplatz Mellenau im Süden.

### Bevölkerungsentwicklung
Im Jahr 1900 gab es im ungefähren Bereich des heutigen Buchenhain 461 Einwohner, die sich wie folgt verteilten:
- Gutsbezirk Arnimshain 108
- Gutsbezirk Fürstenau 102
- Gutsbezirk Krewitz 147
- Gutsbezirk Mellenau 112

Im Jahr 2006 gab es in der Gemeinde Buchenhain noch 302 Einwohner:
- Buchenhain 103
- Wohnplatz Fürstenau 79
- Wohnplatz Krewitz 87
- Wohnplatz Mellenau 44

Bei den folgenden Werten für 1875 bis 1946 ist die genaue räumliche Zuordnung unklar. Erkennbar ist jedoch ein Hochpunkt in der Nachkriegszeit 1946 sowie ein leichter Bevölkerungsrückgang in den 1990er Jahren.
| Jahr      | 1875 | 1890 | 1910 | 1925 | 1933 | 1946 | 1993 | 1994 | 1995 | 1996 | 1997 | 1998 | 1999 | 2000 |
| --------- | ---- | ---- | ---- | ---- | ---- | ---- | ---- | ---- | ---- | ---- | ---- | ---- | ---- | ---- |
| Einwohner | 262  | 255  | 255  | 318  | 252  | 425  | 364  | 358  | 337  | 332  | 335  | 328  | 320  | 310  |

## Geschichte
Die älteste Siedlung auf dem heutigen Gemeindegebiet ist das Dorf Krewitz, dessen Kirche bereits 1271 urkundlich erwähnt wurde. Nach der großen Pest im 14. Jahrhundert war es kurzzeitig unbewohnt und kam an die Adelsfamilie von Arnim. Aus dem Jahr 1553 wird berichtet, dass ein Vorwerk oder eine Meierei vorhanden war.
Das Dorf Arnimshain wurde 1837 oder 1839 als Vorwerk von Schloss Boitzenburg gegründet. Das Gutsarbeiterhaus von 1846 steht heute unter Denkmalschutz.
Zwischen 1849 und 1855 ließ Adolf Heinrich von Arnim-Boitzenburg (1803–1868) das Gut Mellenau errichten. Sein Sohn Georg Carl Albrecht (1841–1903) erbte die Güter Mellenau, Fürstenau, Arnimshain, Boisterfelde und Teile des Zerveliner Forsts, nach dessen Tod fielen Arnimshain und der Zerveliner Forst wieder zurück an das Haus in Boitzenburg. Die Witwe Anna Karoline (1858–1911) ließ zum Gedenken an ihren verstorbenen Mann die Kapelle bei Mellenau bauen, die ebenfalls heute unter Denkmalschutz steht.
Der Bahnhof Krewitz wurde 1913 an der damals neuen Bahnstrecke Templin–Fürstenwerder eröffnet. Die Strecke wurde 1945 als Reparationsleistung an die Sowjetunion abgebaut, heute verläuft hier ein Radweg.
Am 27. April 1920 erhielt Joachim Dietlof von Arnim-Boitzenburg (1898–1972) das Gut von seinem Vater anlässlich seiner Hochzeit mit Luise Freiin von Loën (1894–1975) geschenkt. Für ihn wurde dort 1922 ein Landhaus erbaut, seit 2022 das Naturfreundehaus Blaue Blume.
Durch den Tod seines Bruders 1926 wurde Joachim Dietlof zum Erben des Schlosses Boitzenburg. Deshalb siedelte er nach dem Tod seines Vaters 1933 mit seiner Familie dorthin über und übergab das Landhaus in Arnimshain seinem jüngeren Bruder Wolf-Werner.
1928 wurde der Gutsbezirk Mellenau zur Gemeinde. 1929 wurden die Gutsbezirke Arnimshain und Krewitz aufgelöst und zur neuen Landgemeinde Arnimshain zusammengeschlossen, ab 1935 als Gemeinde. Nach dem Zweiten Weltkrieg kam es zur SBZ, aus der 1949 die DDR wurde. Um den namentlichen Bezug zur Adelsfamilie auszulöschen, wurde Arnimshain am 1. Oktober 1951 in Buchenhain umbenannt. Nach der DDR-Kreisreform von 1952 kam es mit dem Kreis Templin zum neugebildeten Bezirk Neubrandenburg. Am 1. Januar 1957 wurden Fürstenau und Mellenau nach Buchenhain eingemeindet. Krewitz wurde 1971 zum Ortsteil von Buchenhain ernannt.
Seit der Deutschen Wiedervereinigung 1990 ist Buchenhain ein Teil des Bundeslandes Brandenburg. 1992 wurde das Amt Boitzenburg (Uckermark) eingerichtet, dem auch Buchenhain zugeordnet wurde.
Seit 1993 gehört Buchenhain zum damals neu geschaffenen Landkreis Uckermark, welchem der Landkreis Templin, der seit 1818 existierte, einverleibt wurde.
Am 31. Dezember 2001 schlossen sich alle Gemeinden des Amtes Boitzenburg (Uckermark) zur neuen Gemeinde Boitzenburger Land zusammen. Seitdem ist Buchenhain ein Ortsteil dieser Gemeinde, mit den drei Wohnplätzen Fürstenau, Krewitz und Mellenau.

## Persönlichkeiten
- Sieghart von Arnim (1928–2020), Manager und Sachbuchautor, lebte bis 1945 in Arnimshain (heute Buchenhain)